# 山东科技大学
山东科技大学，简称山科（英語：Shandong University of Science and Technology，缩写SDUST）是一所主体坐落于中华人民共和国山东省青岛市黄岛区的公立大学。山科于1951年创校，几经合并、搬迁，1999年改现名，2004年主体搬迁至现址。目前在青岛市、泰安市、济南市三地办学，其中青岛校区为主校区。
山东科技大学现有20所学院，以工科见长，为山东省省属重点高校，山东特色名校工程建设单位之一，中华人民共和国教育部卓越工程师教育培养计划实施高校，入选山东省高水平大学建设项目“冲一流”高校。

## 校史
山东科技大学源起于1951年在淄博洪山设立的山东矿区第二煤矿职业学校和1956年建立的济南煤矿学校。
1951年，中央人民政府燃料工业部洪山煤矿工业学校。
1953年，中央人民政府燃料工业部洪山煤矿工业学校迁至安徽省淮南市，更名为淮南煤矿学校。
1956年，成立煤炭工业部济南煤矿学校。
1958年，淮南煤矿学校升格为淮南矿业学院，济南煤矿学校升格为山东煤炭工业专科学校。
1960年，山东煤炭工业专科学校升格为山东煤矿学院。
1963年，淮南矿业学院成建制迁往济南并入山东煤矿学院。随后，江西煤矿学院、济南工学院矿山机电专业、山东省煤炭工业管理局干部学校和江苏煤矿专科学校相继并入，建立了新的山东煤矿学院。
1971年，泰安煤矿学校并入后，山东煤矿学院更名为山东矿业学院。校部由济南迁至泰安，济南设分院。
1980年，山东煤炭教育学院在泰安成立。
1999年，经国家教育部和山东省人民政府批准，山东矿业学院与山东煤炭教育学院合并组建山东科技大学。
2001年，山东省财政学校并入山东科技大学。
2001年，在青岛经济技术开发区建设新校区。
2004年，山东科技大学办学主体搬迁至青岛校区。
2007年4月，山东科技大学法人注册地登记为青岛经济技术开发区，并在泰安和济南分别注册了校区。
2011年，山东科技大学启用新的蓝色校徽。4月，山东科技大学第三届教职工代表大会第四次会议确立了校训为“惟真求新”。9月，校方公布校歌，由中国音乐文学学会常务理事孟广征作词，山东科技大学教授刘寿臣作曲。
2012年，学校被确定为山东省应用基础型人才培养特色名校。
2013年1月，入选国家级大学生创新创业训练计划项目。
2017年9月，山东省人民政府与原国家安全生产监督管理总局通过函签的形式签署了共建山东科技大学协议。
2018年3月，入选教育部“新工科”研究与实践项目。7月，被教育部评为全国创新创业典型经验高校。
2019年2月，学校被教育部认定为首批高等学校科技成果转化和技术转移基地。7月，山东科技大学与中国科学院沈阳分院签署战略合作协议。
2019年11月，学校成立能源、人工智能、先进制造3个学部。
2021年2月2日，经中华人民共和国教育部批准，原属山东科技大学管理的独立学院山东科技大学泰山科技学院脱离该校管理，并转设为民办普通高等学校泰山科技学院，由重庆翔美教育投资有限公司、泰安杰森投资有限公司全资持有。

## 校区分类

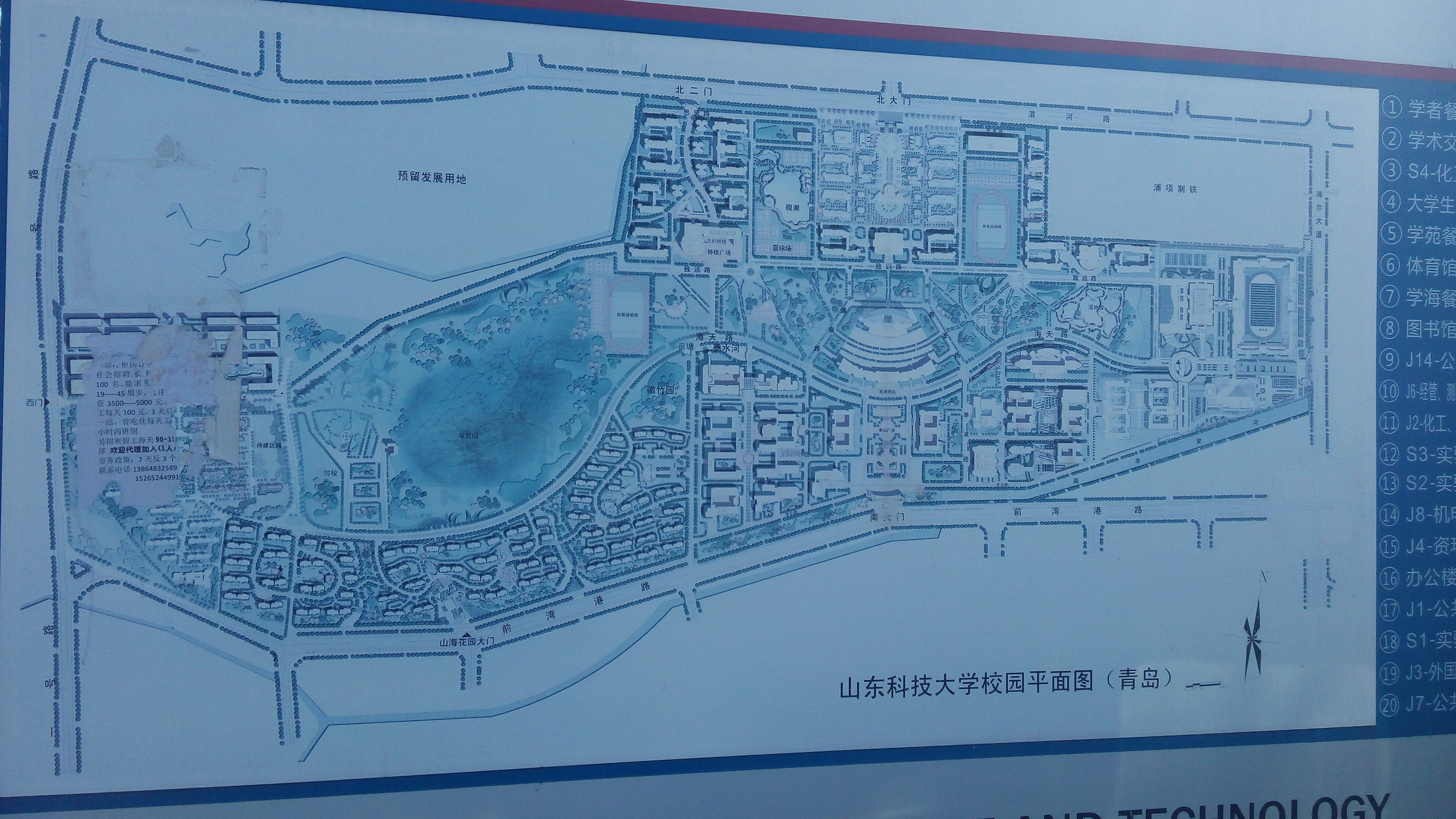
青岛校区校园平面图

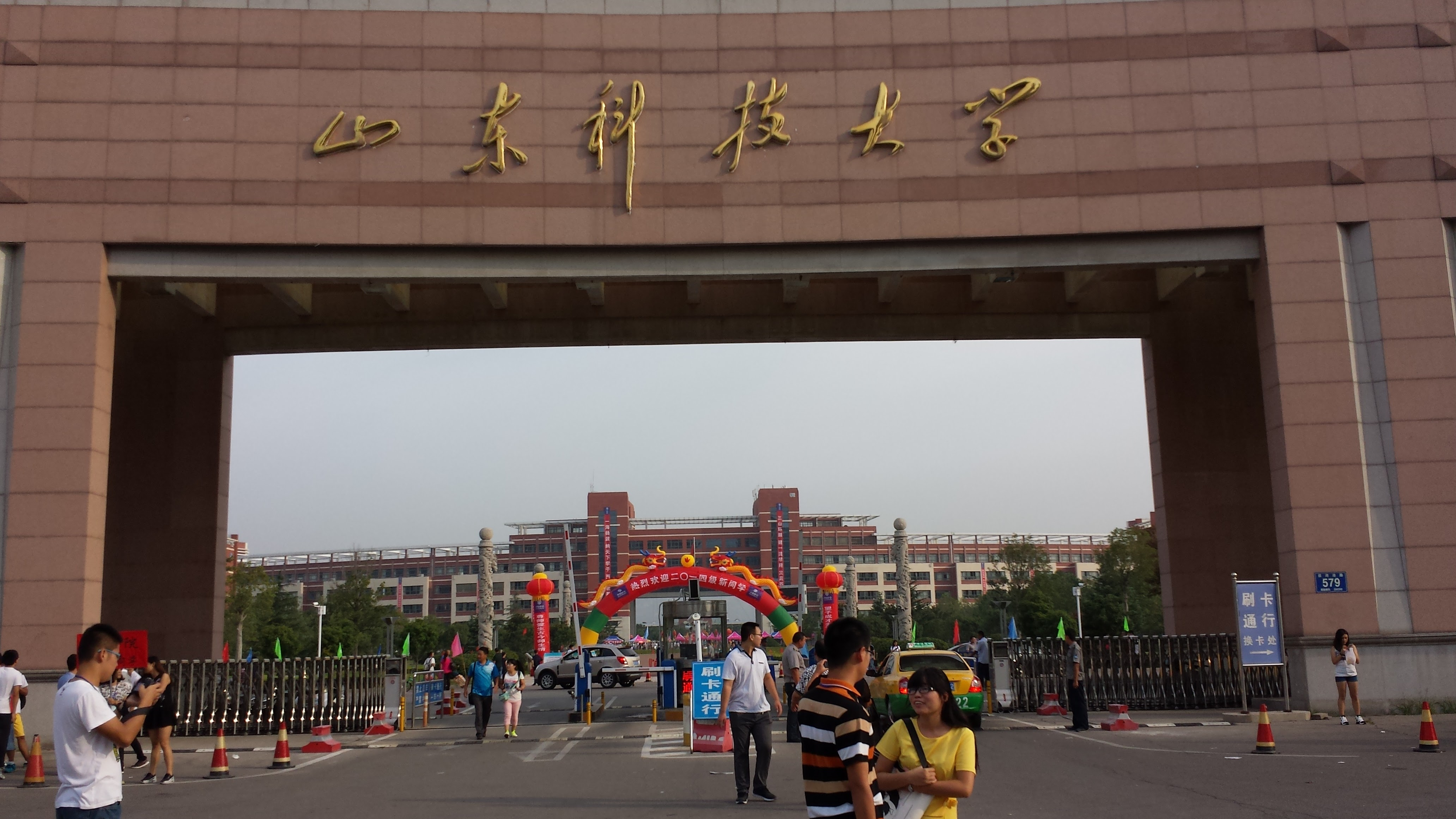
山东科技大学青岛校区南门

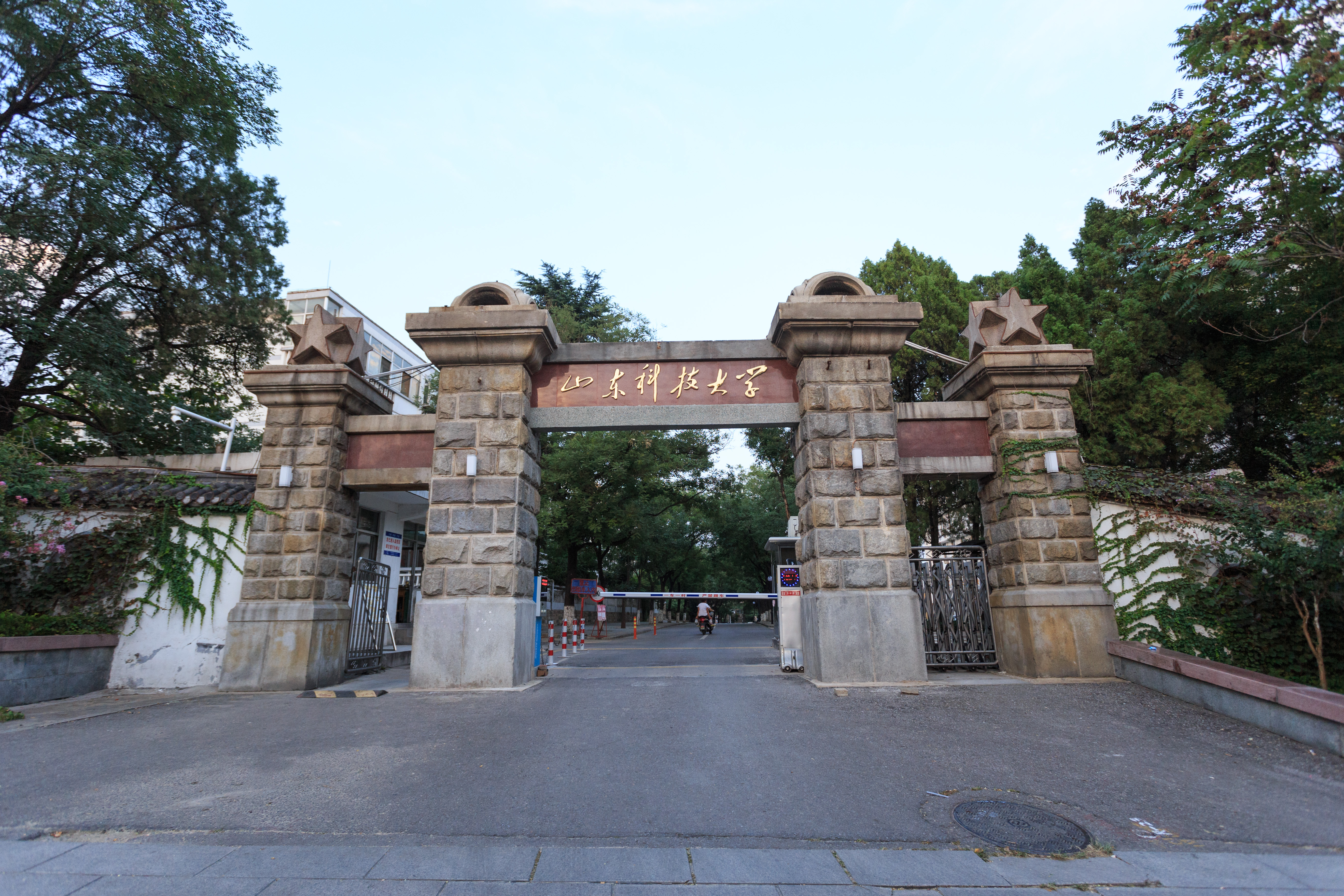
山东科技大学泰安校区大门

山东科技大学校区位于青岛、泰安、济南三地。

### 青岛
青岛校区为主校区，占地近3000亩，2001年始建，2006年基本建设完成。分为教学办公区、学生生活区与教工住宅区三大区。
南部教学区自西向东命名为“历山园”“泰山园”“珠山园”，各园区的广场分别命名为“历山广场”“泰山广场”“珠山广场”，其中泰山广场位于校园东西中轴线上，对应学校南大门。教学楼以“J+数字”的形式命名。
北部学生生活区自西向东命名为“智泉园”“悟泉园”“慧泉园”，编号分别为GA、GB、GC。其中A区位于三个区中央，餐厅为“学苑餐厅”；B区位于A区东侧，餐厅为“学海餐厅”；C区位于A区西侧，餐厅为“学者餐厅”。
西侧教工住宅区自东向西命名为“怡山园”“乐水园”“天和园”“地祥园”，编号分别为A、B、C、D，总称“山海花园”。
校园西侧有“笔架山”，为山科大校内之山，海拔140米。笔架山脚下，有校友捐建的自西向东贯通整个校园的水系，名为“墨水河”，笔架山东北方不远，有捐建的科大内湖名为“砚湖”。
泰山广场东西两侧矗立六尊龙柱，命名为“时乘六龙”，与之对应的为“乾坤两仪”，为两个大理石制地球仪，屹立在主教学楼口两侧。坐落于科大学术交流中心酒店南侧的则为“太和钟楼”。主教学楼向北两侧，有励志坊与名人园。
校区内无独立图书馆，图书馆位于J14号教学楼的2、3楼。

### 泰安
泰安校区占地面积700余亩，是作为学校主校区时间最长的校区，分为东校园（岱宗大街校园）、西校园（泰山大街校园）和文化路校园三个校园。

### 济南
济南校区占地面积203.81亩，建筑面积12.01万平方米，始建于20世纪50年代，是山科大最老的校区，至今仍保留山科大最古老的教学楼。在文革以前作为学校的主校区。

## 组织与管理

### 院系设置
| - 能源与矿业工程学院 - 安全与环境工程学院（安全与应急管理学院） - 测绘科学与工程学院 - 地球科学与工程学院 - 土木工程与建筑学院 - 机械电子工程学院 - 计算机科学与工程学院（腾讯人工智能学院） - 数学与系统科学学院（阿里云大数据学院） - 经济管理学院 - 电气与自动化工程学院 - 电子信息工程学院 - 化学与生物工程学院 - 材料科学与工程学院 - 交通学院 - 文法学院（知识产权学院） - 外国语学院 - 艺术学院 - 马克思主义学院 - 体育学院 - 海洋科学与工程学院 - 继续教育学院 - 国际交流学院 |

### 行政机构
| - 党委办公室（学校办公室、保密办公室） - 纪委（监察专员办公室） - 组织部（机关党委、党校） - 宣传部（教师工作部、新闻中心） - 统战部（台港澳工作办公室） - 党委巡察办公室 - 教务处（招生办公室、教师教学发展中心） - 研究生院（研究生工作部、学科建设办公室） - 科技处（军工项目管理办公室） - 人文社科处 - 发展规划处（高等教育研究所、教学评估中心） - 学生工作部（武装部、学生工作处、大学生就业指导中心） | - 人事处（人才工作办公室） - 财务处 - 资产管理处 - 实验室与设备管理处 - 审计处 - 国际交流合作处 - 合作发展处（校友工作办公室、服务青岛办公室） - 基建处（含水电暖管理办公室） - 安全管理处 - 离退休工作处 - 后勤管理处 - 科技产业管理处（国家大学科技园管理办公室） |

## 学术泛论

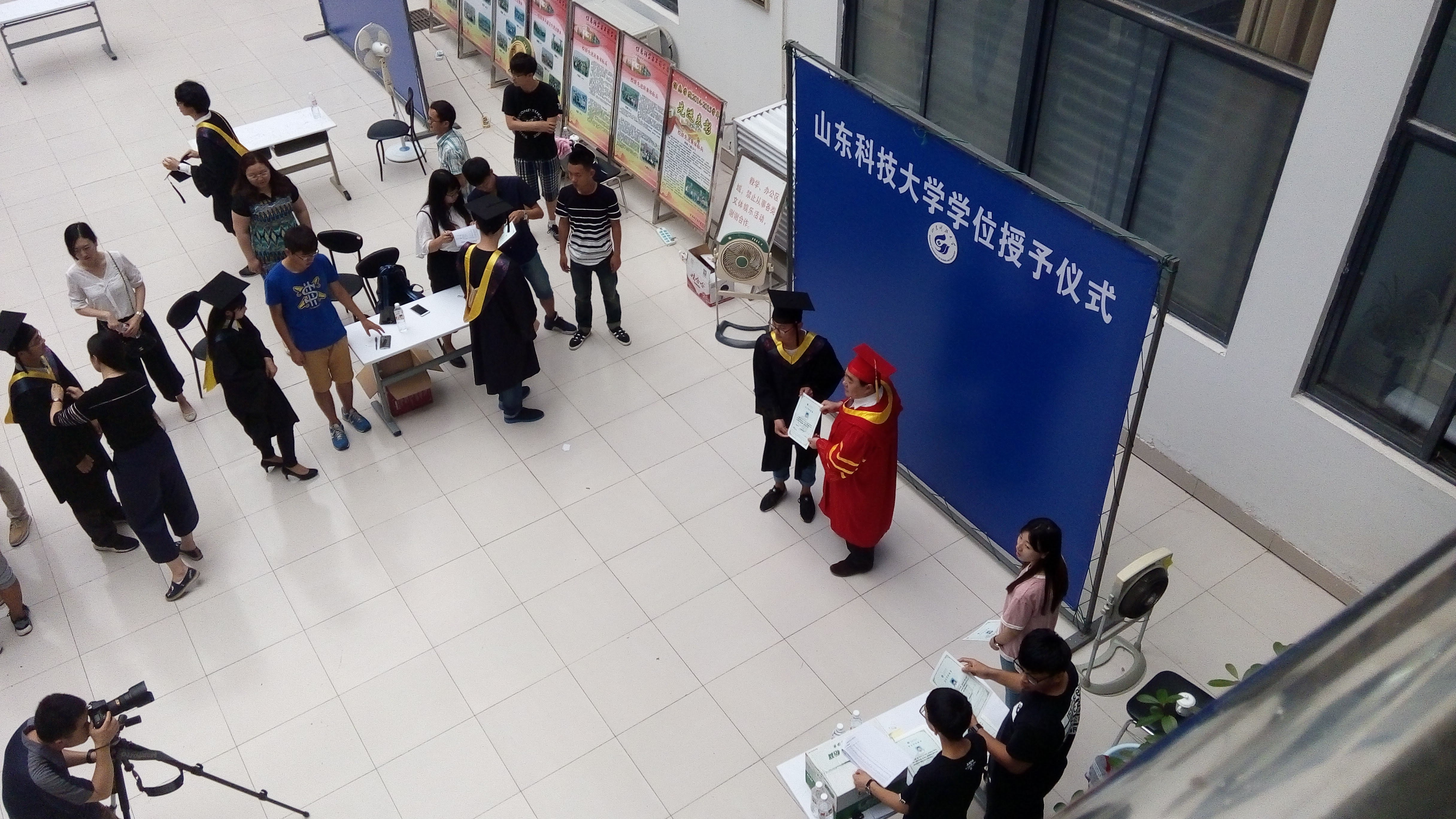
山东科技大学学位授予仪式

### 招生
按照中国大陆本科教育招生划分，山东科技大学属本科第一批录取院校。2015年，外省普通本科生、山东省内普通本科一批学生、煤炭定向学生和高水平运动员学生在青岛校区就读，中外合作办学、校企合作办学本科生在济南校区就读，山东省内普通本科二批学生、春季高考本科学生在泰安校区就读。

### 教学与科研
在青岛、泰安、济南三地办学，总占地面积3500余亩，建筑面积146万平方米，固定资产总值28.97亿元，教学科研仪器设备总值7.46亿元。截至2019年10月，学校设有二级教学科研单位33个，专职科研机构6个，独立学院1个。2019年11月，学校组建成立了能源学部、人工智能学部、先进制造学部3个学部。现有全日制本科在校生36127人，研究生9049人。有教职工3157人，其中教授310人。有两院院士4人（其中有中国科学院院士宋振骐、刘宝珺、刘盛纲3人，中国工程院院士陈蕴博1人），双聘院士11人，日本工程院外籍院士1人，国家级工程人才、杰出青年基金获得者、长江学者特聘教授等16人，国家有突出贡献的中青年专家6人，享受国务院政府特殊津贴人员52人，“泰山学者优势特色学科人才团队领军人才”2人，泰山学者攀登计划专家、特聘专家及青年专家30人，山东省有突出贡献的中青年专家21人。省级教学名师11人，全国模范教师4人，全国优秀教师7人。教育部创新团队2个，山东省高校创新团队2个。有国家重点（培育）学科1个，山东省一流学科5个，另有省市级重点学科19个，工程学、数学、化学、材料科学、地球科学5个学科进入ESI全球排名前1%。有省部共建国家重点实验室培育基地1个，国家地方联合工程研究中心2个，省部级及青岛市实验室(基地)和工程（技术）研究中心71个。2017年12月28日，教育部学位与研究生教育发展中心公布全国第四轮学科评估结果。山东科技大学控制科学与工程、测绘科学与技术、矿业工程、安全科学与工程、获评B；机械工程、计算机科学与技术、土木工程、地质资源与地质工程、管理科学与工程获评B-；化学工程与技术获评C。 USNews2020世界大学排行榜，山东科技大学位列中国大陆81名，世界排名925名。
学校现有90个本科专业，硕士学位授权一级学科27个，硕士专业学位类别16个；10个博士学位授权一级学科，50个博士学位授权二级学科；8个博士后科研流动站。

### 对外交流
截至2015年7月，学校已与美国、日本、德国、俄罗斯、法国等23个国家和地区的112所高校和研究院所建立了交流与合作关系，有6个中外联合实验室，开展国际科技合作项目50余项，与美国、德国、澳大利亚、日本、韩国等国的高校开展有中外合作办学项目和学生交流项目。接收有俄罗斯、美国、法国、韩国、日本、德国、蒙古、巴基斯坦等40多个国家和地区的留学生，20多名教师是国际学术组织的重要成员。

## 学生活动

### 学生社团
山东科技大学现有学生社团87个，其中校级学生社团11个，院级学生社团76个。

### 学生组织
山东科技大学学生组织分校级学生组织及院级学生组织。校级学生组织有校学生会，其隶属组织有大学生社团联合会、大学生科技联合会、大学生志愿者联合会、大学生新闻中心和大学生自律委员会。院级学生组织有院学生会、自律会、新闻中心及心理健康联合会，各组织的隶属及独立关系由各学院决定。

### 篮球队
山东科技大学被教育部批准为招收高水平运动队院校，而男篮是1988年成立的高水平运动队之一。曾9次入围CUBA八强赛，获第四届中国大学生篮球联赛（CUBA）总冠军，第九届和第十一届的全国亚军。女篮的最好成绩为第十二届CUBA全国亚军。

## 知名人士
山东科技大学培养或在其任职的知名人士多出于政界。如中国科学技术协会党组书记尚勇、湖南省委常委郭开朗、政协委员任启兴、山东省红十字协会会长王随莲、前山东省委政法委书记柏继民、人大代表王文升、中国五矿集团公司党组副书记、副总经理董明俊、山东省人大常委会副主任宋远方、山东能源集团有限公司董事长卜昌森、山东能源新汶矿业集团董事长、李希勇、山东能源枣庄矿业集团董事长江卫、山东能源肥城矿业集团董事长孙廷华、山东交通学院党委书记孙秀丽、山东建筑大学校长靳奉祥等。
其他领域有现任东华大学校长蒋昌俊、中国科学院地学部院士金之钧、神华集团CEO张玉卓、新西兰籍华裔画家曹俊等。此外，毛泽东之孙毛新宇的第一任妻子郝明莉也为山科校友。